# Yuri Alvear
Yuri Alvear Orjuela (ur. 29 marca 1986 w Jamundí) – kolumbijska judoczka, dwukrotna medalistka olimpijska, trzykrotna mistrzyni świata. 
Startuje w kategorii wagowej do 70 kg. Srebrna medalistka igrzysk olimpijskich w Rio (2016) i brązowa w Londynie (2012). Zajęła siódme miejsce w Pekinie (2008). Trzykrotna zdobywczyni złotego medalu mistrzostw świata (2009, 2013 oraz 2014). Startowała w Pucharze Świata w latach 2010–2014, 2016 i 2017.